# 田辺順一
田辺 順一（たなべ じゅんいち、1965年11月11日 - ）は、日本の実業家。株式会社JALCOホールディングス設立者・代表取締役社長。

## 人物・経歴
三重県伊勢市生まれ。父は銀行員。愛知県の高校を経て、1990年一橋大学商学部卒業。大学時代は麻雀とパチンコに熱中し、卒業論文は「パチンコ攻略法」。同年野村證券入社。2002年野村證券企業金融二部課長。2008年カタリスト設立、代表取締役に就任。2009年ジャルコ取締役。
2011年からジャルコ代表取締役社長を務め、同年株式移転によりJALCOホールディングスを設立し、同社代表取締役社長に就任。倒産の危機にあった同社の経営再建にあたり、電子部品メーカーだった同社の業態変更を進めた。
カタリストを通じて瀧本憲治が代表取締役を務めるUBI financeなどから融資を受け、2013年には電子部品事業を東北タツミに事業譲渡して完全撤退し、パチンコホール向け不動産賃貸事業や、貸金業、ソーシャルレンディング事業に専念し、黒字化による経営再建を実現した。